# Boa Nova
Boa Nova là một đô thị thuộc bang Bahia, Brasil. Đô thị này có diện tích 856,886 km², dân số năm 2007 là 16003 người, mật độ 18,68 người/km².